# Dolina Kwidzyńska

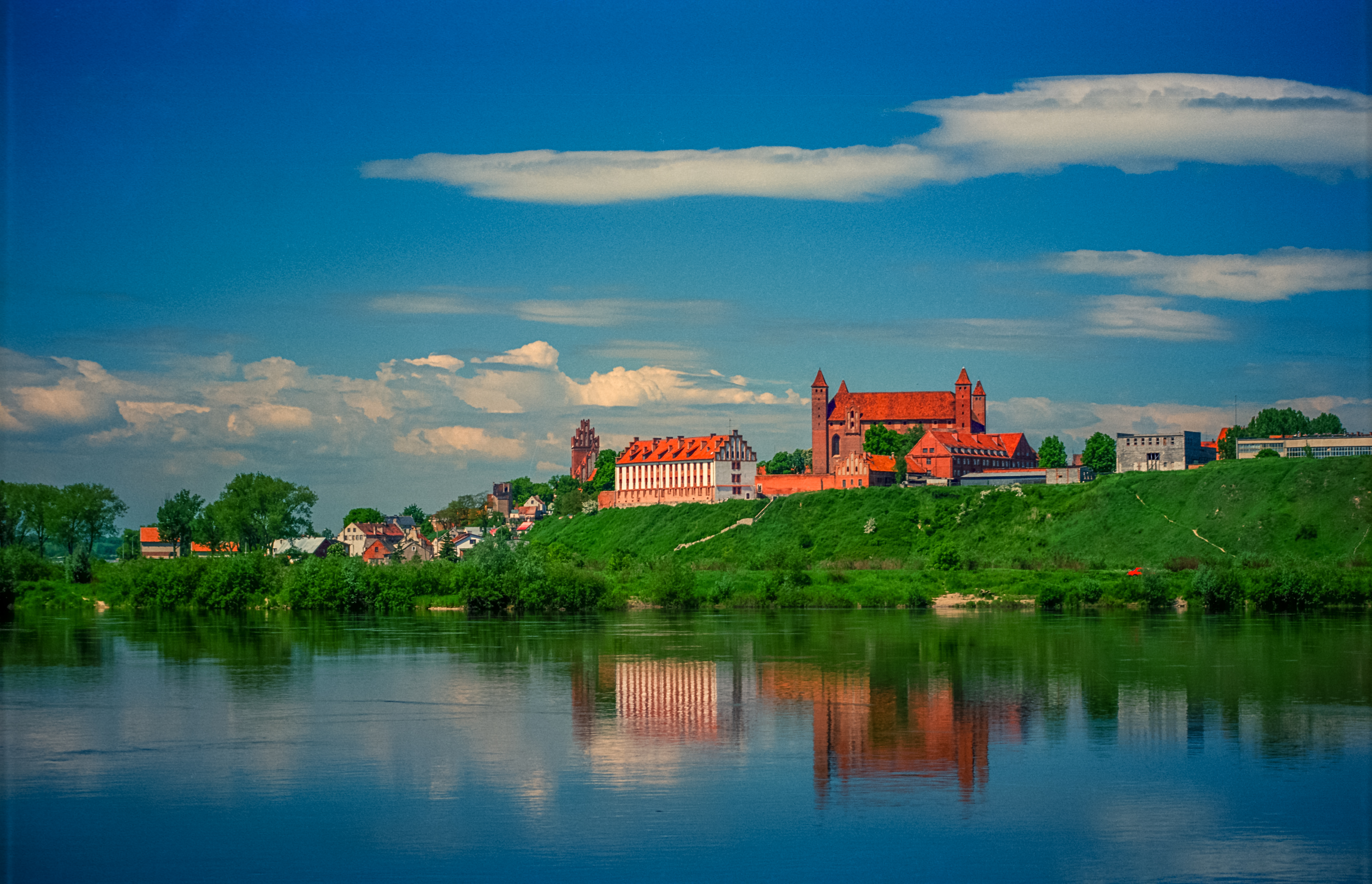
Gniew

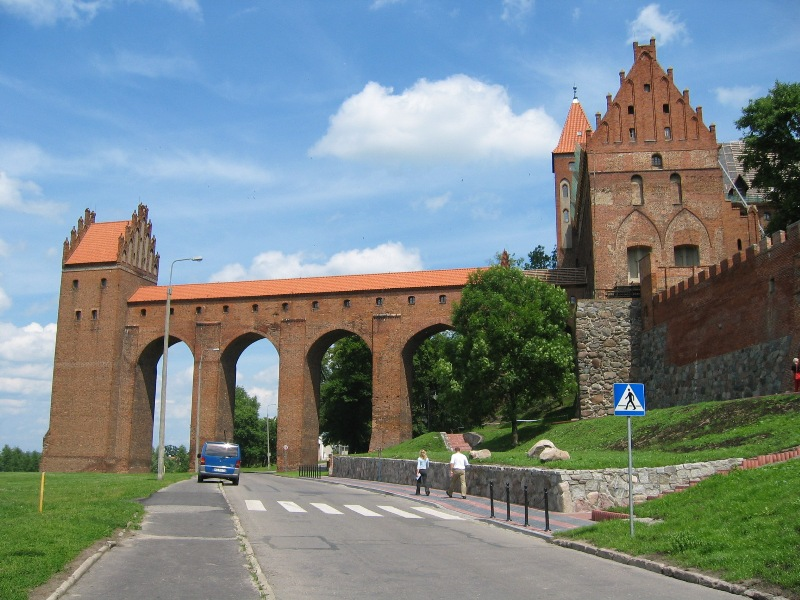
Zamek w Kwidzynie

Dolina Kwidzyńska (314.81) – mezoregion fizycznogeograficzny w północnej Polsce, stanowiący północną część Doliny Dolnej Wisły.

## Położenie
Dolina Kwidzyńska graniczy:
- od północy z Żuławami Wiślanymi (313.54),
- od zachodu z Pojezierzem Starogardzkim (314.52),
- od południa z Kotliną Grudziądzką (314.82),
- od wschodu z Pojezierzem Iławskim (314.90).

Mezoregion leży w większości w obrębie województwa pomorskiego, zaś południowy skrawek w województwie kujawsko-pomorskim. Swą nazwę bierze od miasta Kwidzyna.

## Geomorfologia
Kwidzyńska Dolina Wisły jako segment wiślanego ciągu dolinnego rozpościera się w przedłużeniu Basenu Grudziądzkiego ku północy, sięgając po rozwidleniu Wisły pod Białą Górę, gdzie przechodzi w równinę deltową Żuław Wiślanych.
Dolina odznacza się prostym przebiegiem i równomierną szerokością, mieszczącą się w granicach 7-9 km. Równomierność ta i znaczna szerokość są następstwem intensywnej erozji bocznej przy częstym przemieszczaniu się zakoli meandrującej rzeki. Efektem tego jest dominujące na tym odcinku dolinnym wystromienie zboczy i przy ich erozyjnej regradacji, zniszczenie całego systemu tarasowego, z wyjątkiem tarasu zalewowego i niskiego nadzalewowego. O erozyjnej regradacji zboczy świadczą też stosunkowo liczne zawieszone dolinki zboczowe.
W dolinie występują również deluwia podstokowe, obrywy, pokrywy denudacyjne, wydmy, szczególnie na zboczu wschodnim, większe doliny boczne, a w szerokim dnie aluwialnym liczne starorzecza z jeziorkami, bądź całkowicie wypełnione torfem.

## Charakterystyka
Dolina Kwidzyńska ma około 40 km długości i powierzchnię 401 km². Stanowi ona rodzaj przełomu Wisły przez pas moren Pojezierza Wschodniopomorskiego.
Mezoregion przebiega w osi dawnego lobu lodowca fazy pomorskiej zlodowacenia bałtyckiego i utworzył się po wycofaniu czoła lodowca w obrębie niecki Bałtyku. Stałe obniżanie się podstawy erozyjnej wód proglacjalnych i jednoczesne izostatyczne podnoszenie się lądu, spowodowało intensywne wcinanie się rzeki.
W holocenie, po podniesieniu się zwierciadła wód w niecce Bałtyku, w delcie Wisły i na dnie doliny nastąpiło narastanie aluwiów rzecznych, których miąższość dochodzi do kilkunastu metrów. Obecnie dno doliny obniża się od 15 do 7 m n.p.m., a zbocza wznoszą się ponad nimi o 50 do 60 m.
Pod Gniewem Wisła przyjmuje z lewej strony dopływ Wierzycę. Między Kwidzynem a Białą Górą, równolegle do Wisły, u podnóża prawego zbocza płynie rzeka Liwa, zasilająca swymi wodami Nogat, odcięty jazem od koryta Wisły.
Dno doliny jest dosyć gęsto zasiedlone ze względu na żyzność mad rzecznych, ale około 20% powierzchni zajmują zmeliorowane użytki zielone o dużej wartości produkcyjnej. Lasy zachowały się tylko na zboczach. Po regulacji Wisły (II połowa XIX wieku) i zmeliorowaniu dna doliny, znikły pierwotne lasy łęgowe.
Dolina otrzymuje mniej opadów niż sąsiednie wysoczyzny pojezierne i jest od nich cieplejsza, toteż na nasłonecznionych zboczach występują miejscami zbiorowiska roślinności łąkowo-stepowej, chronione w rezerwatach: Biała Góra i Kwidzyńskie Ostnice na prawym brzegu doliny oraz Opalenie Górne i Wiosło Małe na lewym brzegu, gdzie ochroną objęto również fragment boru mieszanego. Rezerwat Opalenie Dolne obejmuje fragment lasu mieszanego z udziałem buka.
Granica między Doliną Kwidzyńską a Żuławami Wiślanymi przypada pod wsią Piekło, w miejscu dawnego rozgałęzienia Wisły na Nogat i Leniwkę.

### Miasta
Związane z regionem miasta Kwidzyn i Gniew są zlokalizowane na otaczających dolinę wysoczyznach: Gniew na zachodzie, Kwidzyn na wschodzie. Nazwa regionu pochodzi od Kwidzyna. Głównym zabytkiem miasta jest średniowieczny zespół zamkowo-katedralny, składający się z zamku kapituły pomezańskiej i katedry św. Jana Ewangelisty.

### Podział na mikroregiony
T. Gacki i J. Szukalski w pracy „Dolina Dolnej Wisły” wyróżnili w dnie doliny 9 mikroregionów:
- lewobrzeżne:
  - walichnowski – fragment równiny zalewowej,
  - gniewski – obwałowane dno doliny,
  - opalenicki – terasa zalewowa,
  - rówieński – obejmuje zbocza doliny,
- prawobrzeżne:
  - janowski – fragment obwałowanego dna doliny,
  - nebrowski – fragment równiny zalewowej,
  - ryjewski – mikroregion podzboczowy,
  - kwidzyński – teren w sąsiedztwie zbocza doliny, zatorfiony, z dużym udziałem użytków zielonych,
  - wełczeski – zalesione zbocze doliny na północ od Kotliny Grudziądzkiej.